# Guglielmo d'Orléans
Guglielmo (... – 866) fu conte d'Orléans, dall'836 all'861.

## Origine
Figlio primogenito del conte d'Orleans, Oddone I, e della sua prima moglie di cui non si conoscono né il nome né gli ascendenti.

## Biografia
Quando, tra l'828 e l'829, per la sua inerzia, secondo il cronista Adrevaldo (Adrevaldo Monacho Floriacensi), nel suo Miracula Sancti Benedicti Matfrid I fu privato della contea a favore di Oddone, gli Annales ecclesiastici francorum citano una donazione fatta da Odone assieme al proprio figlio, Guglielmo.
Secondo gli Annales ecclesiastici francorum, non solo Guglielmo era figlio del conte Oddone, ma fu anche lui conte d'Orleans, dopo la morte di Matfrid I.
Quando nell'861, il re dei Franchi occidentali, Carlo il Calvo istituì il marchesato di Neustria e lo divise in due parti, quello di nord est, per combattere i Vichinghi fu affidato ad Adalardo il Siniscalco, mentre quello di sud ovest, per combattere i Bretoni, affidato a Roberto il Forte, inglobò nel suo territorio la contea d'Orleans, per cui Guglielmo fu esautorato.
Secondo gli Annales Bertiniani, Guglielmo, ribellatosi all'autorità di Carlo il Calvo, fu catturato, in Burgundia, da alcuni seguaci di Carlo il Calvo. Condotto a Silvanectum, fu fatto decapitare dal re dei Franchi occidentali, Carlo il Calvo, che era suo parente (aveva sposato la sorellastra di Guglielmo, Ermentrude).

## Discendenza
Di Guglielmo non si conosce né il nome di un'eventuale moglie, né alcuna discendenza.

## Ascendenza
|                     |   |                      | Genitori |  |  | Nonni |  |  | Bisnonni            |  |  | Trisnonni |  |
|                     |   |                      |          |  |  |       |  |  | Geroldo di Vintzgau |  |  | …         |  |
|                     |   |                      |          |  |  |       |  |  | Geroldo di Vintzgau |  |  | …         |  |
|                     |   | …                    |          |  |  |       |  |  | Geroldo di Vintzgau |  |  |           |  |
| Adriano d'Orléans   |   |                      |          |  |  |       |  |  | Geroldo di Vintzgau |  |  |           |  |
|                     |   | Emma d'Alemannia     | Hnabi    |  |  |       |  |  |                     |  |  |           |  |
|                     |   | Emma d'Alemannia     | Hnabi    |  |  |       |  |  |                     |  |  |           |  |
|                     |   | Emma d'Alemannia     | …        |  |  |       |  |  |                     |  |  |           |  |
| Oddone d'Orléans    |   | Emma d'Alemannia     |          |  |  |       |  |  |                     |  |  |           |  |
|                     |   | Lamberto di Hornbach | …        |  |  |       |  |  |                     |  |  |           |  |
|                     |   | Lamberto di Hornbach | …        |  |  |       |  |  |                     |  |  |           |  |
|                     |   | Lamberto di Hornbach | …        |  |  |       |  |  |                     |  |  |           |  |
| Waldrada d'Orléans  |   | Lamberto di Hornbach |          |  |  |       |  |  |                     |  |  |           |  |
|                     |   | …                    | …        |  |  |       |  |  |                     |  |  |           |  |
|                     |   | …                    | …        |  |  |       |  |  |                     |  |  |           |  |
|                     |   | …                    | …        |  |  |       |  |  |                     |  |  |           |  |
| Guglielmo d'Orléans |   | …                    |          |  |  |       |  |  |                     |  |  |           |  |
|                     | … | …                    |          |  |  |       |  |  |                     |  |  |           |  |
|                     | … | …                    |          |  |  |       |  |  |                     |  |  |           |  |
|                     | … | …                    |          |  |  |       |  |  |                     |  |  |           |  |
| …                   | … |                      |          |  |  |       |  |  |                     |  |  |           |  |
|                     |   | …                    | …        |  |  |       |  |  |                     |  |  |           |  |
|                     |   | …                    | …        |  |  |       |  |  |                     |  |  |           |  |
|                     |   | …                    | …        |  |  |       |  |  |                     |  |  |           |  |
| …                   |   | …                    |          |  |  |       |  |  |                     |  |  |           |  |
|                     |   | …                    | …        |  |  |       |  |  |                     |  |  |           |  |
|                     |   | …                    | …        |  |  |       |  |  |                     |  |  |           |  |
|                     |   | …                    | …        |  |  |       |  |  |                     |  |  |           |  |
| …                   |   | …                    |          |  |  |       |  |  |                     |  |  |           |  |
|                     |   | …                    | …        |  |  |       |  |  |                     |  |  |           |  |
|                     |   | …                    | …        |  |  |       |  |  |                     |  |  |           |  |
|                     |   | …                    | …        |  |  |       |  |  |                     |  |  |           |  |
|                     |   | …                    |          |  |  |       |  |  |                     |  |  |           |  |

### Fonti primarie
- (LA)  Annales ecclesiastici francorum tomus VIII.
- (LA)  Annales Bertiniani.

### Letteratura storiografica
- René Poupardin, Ludovico il Pio, in «Storia del mondo medievale», vol. II, 1999, pp. 558–582
- René Poupardin, I regni carolingi (840-918), in «Storia del mondo medievale», vol. II, 1999, pp. 583–635